# Christian Ehrenfels
Christian Ehrenfels o Christian, Freiherr (baron) von Ehrenfels, de nom complet Maria Christian Julius Leopold Karl, Freiherr von Ehrenfels (Rodaun, avui barri de Viena, Àustria, 20 de juny de 1859 - Lichtenau, 8 de setembre de 1932, o 1909 segons la GEC) va ser un filòsof, professor i psicòleg austríac.
Com a estudiant de la Universitat de Viena on es va llicenciar el 1888, doctorant-se posteriorment a la de Graz, va ser deixeble de Franz Brentano i d'Alexius Meinong. Es va traslladar a Praga el 1896, com a professor extraordinari de filosofia a la universitat alemanya, i va treballar com a professor ordinari entre 1900 i 1929. S'interessà per la psicologia, en la qual adoptà posicions molt properes a les de la Gestalt. En ètica intentà d'establir una gradació de valors. Entre les seves obres, cal esmentar especialment System der Werttheorie (‘Sistema de teoria dels valors’ 1897), un treball pioner, on va tractar el concepte de valor psicològicament, en funció del desig. Altres escrits d'Ehrenfels inclouen obres de teatre, drames corals, dos fullets sobre el compositor Richard Wagner (1896 i 1913), Grundbegriffe der Ethik ("Fundacions ètiques", 1907), Sexualethik ("Ethical Sexual", 1907), Kosmogonie (1916), i Die Religion der Zukunft ("La religió del futur", 1929).